# Инфрациреа (Калараш)
Инфрациреа (рум. Înfrățirea) насеље је у Румунији у округу Калараш у општини Дор Марунт. Oпштина се налази на надморској висини од 47 m.

## Становништво
Према подацима из 2002. године у насељу је живело 440 становника, од којих су сви румунске националности.